# Голубович Сидір Тимофійович
Сидір (Ісидор) Тимофійович Голубович (6 березня 1873, с. Товстеньке, Гусятинський повіт,  нині Чортківський район, Тернопільська область — 12 січня 1938, м. Львів) — український галицький державний діяч, адвокат, доктор права, посол австрійського парламенту (від 1911) та Галицького сейму (від 1913). Голова Ради державних секретарів ЗУНР.

## Життєпис

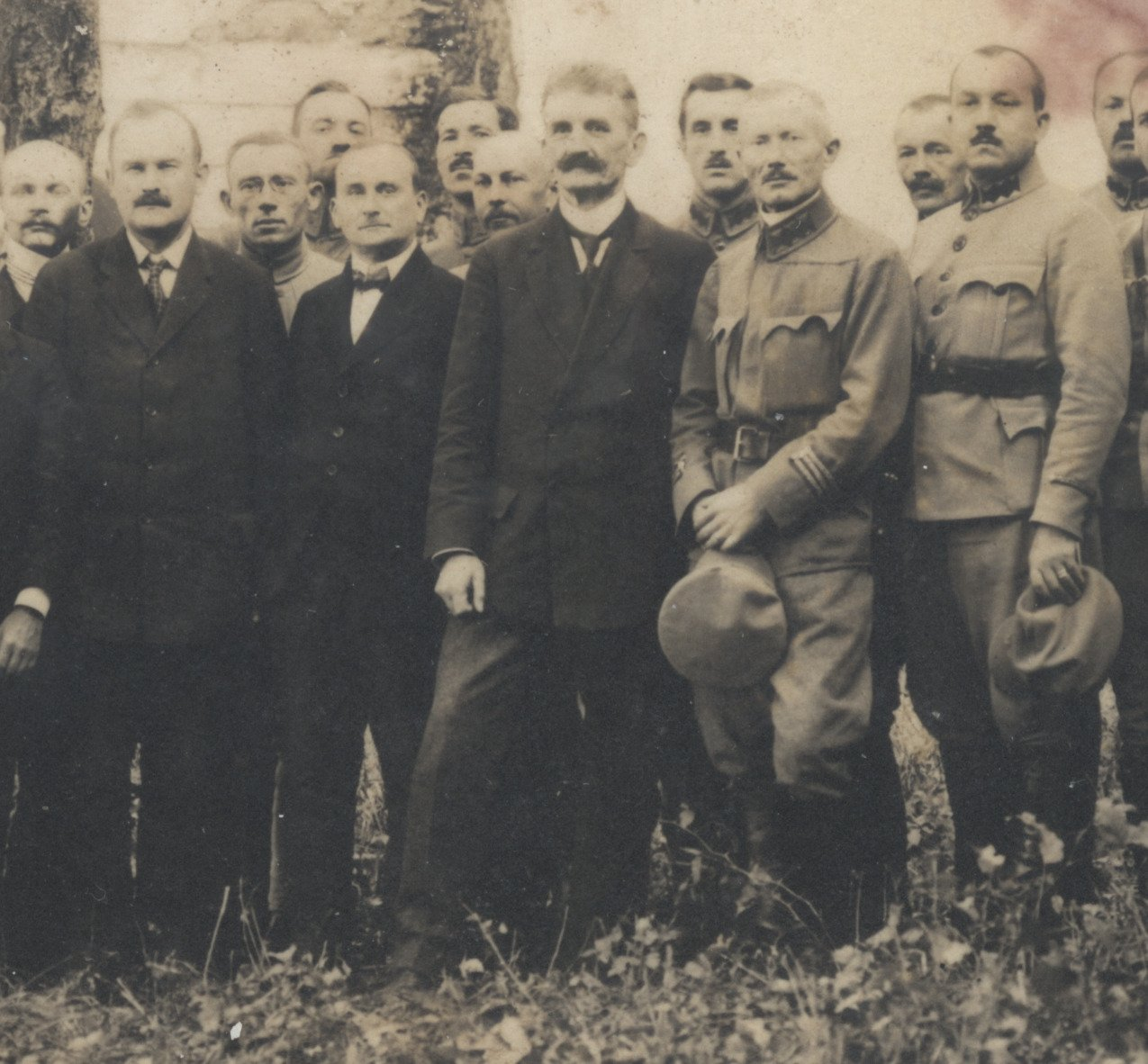
У першому ряді зліва направо: Сидір Голубович, Степан Витвицький, Євген Петрушевич, Стефан Чмелик, Ярослав Селезінка

Народився 6 березня 1873 року в селянській родині в с. Товстеньке, Гусятинський повіт, Королівство Галичини і Володимирії, Австро-Угорщина (нині Чортківського району, Тернопільська область, Україна).
Навчався в народній школі в Копичинцях та Першій гімназії в Тернополі (1884—1893, зокрема, у другому півріччі 1887 року був учнем ІIa класу, у 1892/1893 році — VIII-го). Закінчив правничий факультет Львівського університету (навчався у 1893—1897). Від 1903 ( року жив і працював у Тернополі, очолював місцеві філії товариств «Просвіта» і «Сокіл», брав активну участь у роботі інших українських організацій, у виданні часописів «Подільське слово» і «Подільський голос». Співзасновник, член управи «Повітового кредитного товариства», «Народного дому», «Подільського союзу кооператив».
Як адвокат був захисником на політичних процесах, зокрема: в 1908 році — один із адвокатів Мирослава Січинського, котрий на знак помсти за кривди українського населення Галичини вбив намісника краю графа Анджея Потоцького; у 1911 році — українських студентів, які брали участь в акціях протесту проти невідкриття представниками влади (переважно поляками) в Галичині українського університету.
У 1911 році обраний послом Райхсрату (депутатом австрійського парламенту) від округу Козова — Тернопіль — Збараж, у 1913 році — послом Галицького сейму від Збаразького повіту.
Від початку першої світової війни перебував у Відні, член Загальної Української Ради (від травня 1915 року); співпрацював із Союзом визволення України. Член Української парламентської репризентації у 1916—1918 роках, яка була політичним проводом галицьких українців. Восени 1915року п овернувся до Львова, очолював Український банк.
9 листопада 1918 року призначений у першому уряді ЗУНР державним секретарем судівництва, один із авторів тимчасової конституції та законів республіки. Від середини грудня, коли уряд перебував у Тернополі, очолив його після відставки Костя Левицького. 3 січня (за іншими даними, 4 січня) 1919 року затверджений Українською Національною Радою у Станіславі головою Ради державних секретарів, одночасно обіймав портфелі державних секретарів фінансів і торгівлі та промислу. Уряд під керівництвом С. Голубовича здійснив вагомі заходи з метою розбудови держави за умов польсько-української війни, однак у цій діяльності були й значні прорахунки.
Від 9 червня 1919 року уповноважений з внутрішніх справ Диктатора ЗУНР Евгена Петрушевича. На початку вересня 1919 року перебував у Кам'янці-Подільському на державній нараді у Головного отамана Симона Петлюри як представник ЗОУНР; було досягнуто повної згоди між інтересами УНР та ЗОУНР. Разом з ним у листопаді цього року виїхав до Відня.
У 1924 році повернувся до Львова, очолив Українську народно-трудову партію. Брав участь у переговорах щодо заснування УНДО, однак через різні звинувачення влітку 1925 року змушений відійти від політичної діяльності.
Працював адвокатом спочатку у Львові, з 1929 року — у Заложцях (нині смт Залізці) на Тернопільщині. Колишні соратники С. Голубовича стосунків з ним більше не підтримували, не був членом Союзу українських адвокатів.
Помер 12 січня 1938 року та похований на Личаківському цвинтарі у Львові.

## Вшанування пам'яті

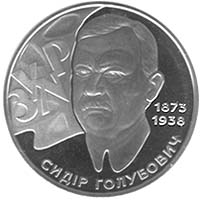
Монета України з портретом Голубовича

- 26 лютого 2008 року Національний банк України випустив в обіг пам'ятну монету номіналом 2 гривні, присвячену Сидорові Голубовичу. Автори проєкту — художники Володимир Дем'яненко (аверс); Володимир Таран, Олександр та Сергій Харуки (реверс); скульптори — Анатолій та Володимир Дем'яненки[9].
- у 1991 році у Львові колишня вулиця Свердлова, що поблизу львівського двірця, перейменована на вулицю Сидора Голубовича, а у 1999 році в Тернополі на честь Сидора Голубовича також назвали вулицю.